# Le Freak
"Le Freak" es una canción funk-disco de 1978 de la banda estadounidense de R&B Chic. Fue el tercer sencillo de la banda y la primera canción número uno en las listas Billboard Hot 100 y Hot R&B/Hip-Hop Songs. Junto con los temas "I Want Your Love" y "Chic Cheer", "Le Freak" ocupó el puesto número uno en las listas disco durante siete semanas. El sencillo alcanzó la cifra de 7 millones de copias vendidas  y también obtuvo el puesto número siete en la lista de sencillos del Reino Unido .
La revista Billboard la clasificó como la número 3 de entre las mejores canciones de 1979. La canción ocupó el puesto 21 en las 100 mejores canciones de la revista Billboard de los primeros 55 años de la lista "Hot 100".  En 2018, la Biblioteca del Congreso de Estados Unidos lo seleccionó para su conservación en el Registro Nacional de Grabaciones por ser "cultural, histórica o estéticamente significativo".

## Historia
La canción está inspirada en las largas colas de espera para entrar en la conocida discoteca neoyorquina, Studio 54, su clientela exclusiva y sus porteros descorteses. Según el guitarrista Nile Rodgers, la canción fue ideada durante la víspera de Año Nuevo de 1977, como resultado de que a él y al bajista Bernard Edwards se les negó la entrada a la famosa discoteca, donde habían sido invitados por Grace Jones, debido a que ella no lo notificó al personal de la sala. Dijo que la letra del estribillo era originalmente "Fuck off!" en lugar de "freak out". Para en el documental Cómo triunfar en el negocio de la música, dijo que 'vete a la mierda' fue lo que le había dicho el portero cuando les cerró la puerta; primero se cambió a "enloquecerse" después de que Rodgers reflexionó que no podrían decir "vete a la mierda" en la radio, así que lo cambió a "'freak out'" (enloquecerse).
"Le Freak" fue la primera canción en encabezar la lista de éxitos Billboard Hot 100 en tres ocasiones distintas. Pasó un total de seis semanas no consecutivas en el puesto.
En 1987, se publicó una remezcla de estilo acid house bajo el título "Jack Le Freak". Alcanzó el puesto 18 en las listas de éxitos del Reino Unido, convirtiéndose en el último top 40 de Chic hasta la fecha en ese país.
La rapera estadounidense MC Lyte sampleó la canción en el tema "Woo Woo (Freak Out)" con Nicci Gilbert del grupo Brownstone, que apareció por primera vez en la banda sonora de la película Woo de 1998 y también se incluyó en su álbum Seven &amp; Seven, titulado "Woo Woo (Party Time)", que se lanzó tres meses más tarde.

## Recepción
La revista musical Cash Box escribió que es "una canción disco de palmas reforzada por un trabajo de bajo sólido y voces aireadas".
En 2015, la grabación de 1978 de la canción de Chic en Atlantic Records fue incluida en el Salón de la Fama de los Grammy.

## Letra
La letra menciona "Stompin' at the Savoy", una canción de 1933 compuesta por Edgar Sampson. También invita al oyente a "Come on down to 54": es decir, a acudir al Studio 54, un club nocturno popular en la ciudad de Nueva York en ese momento.
Esta canción está escrita en clave de La menor.

## Personal
- Alfa Anderson - voz principal [7]
- Diva Gray - voz principal[7]
- David Lasley - voz
- Luci Martín - voz
- Luther Vandross - voz
- Nile Rodgers - guitarra, [7] voz
- Raymond Jones o Andy Schwartz - piano eléctrico Fender Rhodes [7]
- Robert Sabino – piano acústico, [7] clavinet, piano eléctrico
- Bernard Edwards - bajo, [7] voz
- Tony Thompson - batería [7]
- Sammy Figueroa – percusión
- Cuarteto de cuerda: [7]
  - Marianne Carroll – violín [7]
  - Cheryl Hong - violín [7]
  - Karen Milne - violín [7]
- Gene Orloff - concertino

Staff de producción
- Nile Rodgers - productor [7]
- Bernard Edwards - productor [7]
- Bob Clearmountain - ingeniero [7]

## Listas
| Listas (1978–1979)                               | Posicionamiento en lista |
| ------------------------------------------------ | ------------------------ |
| Australia (Kent Music Report)                    | 1                        |
| Austria (Ö3 Austria Top 40)                      | 6                        |
| Bélgica (Flandes) (Ultratop 50)                  | 2                        |
| Canadá (RPM)                                     | 1                        |
| Canadá (RPM Adult Contemporary)                  | 1                        |
| Canadá (RPM Dance Songs)                         | 1                        |
| Canadá (RPM Top 15 12inch)                       | 1                        |
| Francia (SNEP)                                   | 2                        |
| Irlanda (IRMA)                                   | 20                       |
| Países Bajos (Dutch Top 40)                      | 2                        |
| Países Bajos (Mega Single Top 100)               | 5                        |
| Nueva Zelanda (Recorded Music NZ)                | 1                        |
| Noruega (VG-lista)                               | 9                        |
| Sudáfrica (Springbok Radio)                      | 1                        |
| Suecia (Sverigetopplistan)                       | 6                        |
| Suiza (Schweizer Hitparade)                      | 2                        |
| Reino Unido (Official Charts Company)            | 7                        |
| Estados Unidos Billboard Hot 100                 | 1                        |
| Estados Unidos Hot Soul Singles (Billboard)      | 1                        |
| Estados Unidos Dance Club Songs (Billboard)      | 1                        |
| Estados Unidos Billboard Adult Contemporary      | 48                       |
| Estados Unidos Cash Box Top 100                  | 1                        |
| Alemania Occidental (Offizielle Deutsche Charts) | 5                        |

## En la cultura popular
Esta canción se usó en una escena de la película Toy Story 3 de 2010 en la que Ken modela sus atuendos para Barbie.  También se mostró en la película Shrek 2 de 2004, cuando las criaturas de cuento de hadas estaban de fiesta en  la ciénaga de Shrek. Esta canción también aparece en la película Pesos pesados de 1995 durante uno de los regímenes de ejercicio de Tony Perkis con los campistas con dificultades.